# Connie Brown (Eishockeyspieler)
Cornelius „Connie“ Brown (* 11. Januar 1917 in Vankleek Hill, Ontario; † 3. Juni 1996) war ein kanadischer Eishockeyspieler, der zwischen 1938 und 1943 insgesamt 87 Spiele für die Detroit Red Wings in der National Hockey League absolvierte. In der Saison 1942/43 gewann er mit den Red Wings den Stanley Cup.

## Karriere
Während seiner Juniorenzeit spielte der Center in der Ottawa City Junior Hockey League (OCJHL) für die Ottawa St. Malachy’s sowie die  Ottawa Rideaus, mit denen er 1935 an der Endrunde um den Memorial Cup teilnahm. Anschließend unterschrieb der Kanadier einen Vertrag beim Ligakonkurrenten Cornwall Flyers, mit denen er 1938 die Finalrunde um den Allan Cup erreichte.
Nach dieser Spielzeit wechselte Connie Brown zu den Detroit Red Wings in die National Hockey League, von denen er zunächst allerdings hauptsächlich beim Farmteam Pittsburgh Hornets in der International-American Hockey League, der späteren American Hockey League eingesetzt wurde. Die Spielzeit 1939/40 verbrachte der Kanadier schließlich zum größten Teil bei den Red Wings, wo er mit Cecil Dillon und Butch McDonald eine Sturmreihe bildete und acht Tore erzielen konnte. Bereits im folgenden Jahr wurde er allerdings wieder hauptsächlich in der IAHL eingesetzt. In der Saison 1942/43 gehörte der Angreifer zum Kader der Red Wings, welcher den Stanley Cup gewinnen konnte, absolvierte aber selbst kein einziges Spiel in den Play-offs. Nach fünf Jahren in Detroit verließ Brown das Franchise noch im selben Jahr in Richtung Petawawa Grenades aus der Ottawa Valley Hockey League, über die er 1944 zurück in die OCHL kehrte, wo er sich den Ottawa Engineers anschloss.
Anschließend stand Brown für vier weitere Spielzeiten bei den Senators sowie den Valleyfield Braves in der Quebec Senior Hockey League auf dem Eis. Bei den Braves bestritt der Stürmer 1948/49 mit 88 Scorerpunkten in 63 Spielen seine statistisch beste Saison, bevor er zur Spielzeit 1949/50 zu den Glace Bay Miners in die Cape Breton Senior Hockey League wechselte. Mit der Ottawa Army sowie den Hull Volants folgten zwei weitere Jahre in der Eastern Canada Senior Hockey League, nach denen der Kanadier seine aktive Karriere beendete.

## Erfolge und Auszeichnungen
- 1943 Stanley-Cup-Gewinn mit den Detroit Red Wings